# 保険契約準備金
保険契約準備金（ほけんけいやくじゅんびきん）とは、保険会社が、保険契約者のために積立てる金額のことであり、貸借対照表の負債の部に計上される。いわば、保険会社の保険契約者に対する債務である。保険契約準備金は、責任準備金、支払備金、配当準備金の3つからなる。